# 淺井畷之戰
淺井畷之戰是日本慶長五年（1600年）發生在北陸地區的一場戰爭，交戰雙方為東軍的前田利長和西軍的丹羽長重。

## 經緯
關原之戰前，由於大谷吉繼的勸誘工作十分成功，造成越前國及加賀國南部多數大名加入西軍。前田利長面對加賀以南諸大名全部是敵軍，而形成危機意識。於是主動出兵壓制加賀南部及越前，兵力合計2萬5000人。慶長5年7月26日，將西軍丹羽長重的小松城團團包圍進行攻擊。小松城的守備兵自長重以下約3000名，但小松城素有「北陸無雙之城郭」（「小松軍記」）美譽，縱使兵力有壓倒的優勢，前田軍仍無法將城池攻陷。利長轉而向西軍山口宗永守備的大聖寺城展開攻擊。8月2日包圍攻擊，守備的山口軍兵力約2000人，面臨2萬以上前田軍的攻擊隨即失陷，山口宗永・修弘父子陣亡。
前田軍攻落大聖寺城，挾大勝之姿持續向南進攻，對青木一矩的北之庄城發動攻擊，然而此時西軍在北陸的大將大谷吉繼為了遏阻前田軍的攻勢，放出了「上杉景勝制壓越後出兵加賀」、「大谷吉繼發出援軍」等流言，加上大谷吉繼修改了前田家臣中川宗半的密信，令前田利長以為大谷吉繼想從海路攻打金澤，於是退兵。小松城主丹羽長重於是出城尾隨攻擊。這是加賀最後的大戰，人們稱之為「北陸的關原」。

## 戰爭經過
8月7日，前田軍先鋒諸將長連龍、同好連、奧村榮明、太田長知、富田直吉、高山長房等行軍經過，御幸塚，以防備小松城軍來襲。當夜本部大軍率往大聖寺出發，翌日清晨行經木場潟以東，經過本江、千代後在三堂山紮營，前田利政則布陣於千代。
在御幸塚的先鋒諸將當夜軍議，決議8日黎明經由今江、大領野，行經淺井畷返回加賀，但考慮到撤退途中丹羽長重追擊的可能性，於是將部隊分為七隊撤退，分別由山崎長德、高山右近、奧山榮明、富田直吉、今枝民部、太田長知率領，最後由長連龍擔任殿軍隱密行動。但是前田軍撤退的消息仍然為丹羽長重得知，決定在前田軍撤退必經的小松城周遭伏擊，小松城周圍都是泥沼深田，不良於行，可以牽制住前田大軍的機動力，反而方便丹羽長重以小部隊進行游擊戰。
8月9日，前田軍通過小松城東方淺井畷的山代橋時，丹羽軍的江口三郎左衛門正吉對長連龍的殿軍發動突擊，丹羽長重也隨後引援軍來戰，由於淺井畷的地形限制了大軍威力的發揮，使長連龍及所屬小林平左衞門秀備、沖覺左衞門、堀内一秀軒景廣、長中務連朗、鹿島路六左衞門、八田三助吉信、鈴木權兵衞重國、柳彌平次、岩田新助吉忠及六島少三郎忠雄等人陷入苦戰，連龍率敗兵退往川代橋，太田長知聞訊回軍救援，雙方據橋而戰，後來因為奧山榮明及山崎長德的回援，使丹羽長重在兵力上陷入劣勢而撤退，雙方死傷慘重，前田軍更有千人以上陣亡，兩軍未能分出勝負。
上阪又兵衞之原本建議追擊丹羽軍，但遭到山崎長徳反對而作罷。在三堂山紮營的利長聽到槍響，急忙派人打聽，直到長連龍派人回報戰況後，利長才派人嘉勉長連龍及太田長知等人，但對於山崎長徳沒有追擊一事加以斥責，前田軍後來順利回到金澤城。

## 戰後
前田利長回到居城後方知中計，而家康也以土方雄久出使在9月8日要求利長向美濃進軍，但是利長之弟利政為了防備前田家不會因為西軍勝出而滅亡，據能登宣佈加入西軍。雖然前田家中出現內亂，但是丹羽長重也深知以本身12萬石的兵力，實在不及前田利長所能發動的大軍，尤其大谷吉繼已馳援關原，北陸之事全由丹羽長重一家承擔，於是丹羽長重遣使者透過德川家的軍師本多正信，向德川家康表明他對家康並沒有敵意，最終達成與前田利長雙方交換人質和睦。